# Bâtiment situé 22 rue Obrenovićeva à Niš
Le bâtiment situé 22 rue Obrenovićeva à Niš (en serbe cyrillique : Зграда у Ул. Обреновићева 22 у Нишу ; en serbe latin : Zgrada u Ul. Obrenovićeva 22 u Nišu) se trouve à Niš, dans la municipalité de Medijana et dans le district de Nišava, en Serbie. Il est inscrit sur la liste des monuments culturels protégés de la république de Serbie (identifiant no SK 839),,.

## Présentation
Le bâtiment, situé 22 rue Obrenovićeva (ancienne rue Maršala Tita), a été construit dans les années 1930 dans un style éclectique modernisé. Il est aujourd'hui intégré dans la structure en verre et acier du centre commercial Gorča.
L'édifice est composé d'un rez-de-chaussée et de deux étages, ce qui lui donne un étage de plus que les autres bâtiments anciens qui l'entourent. La façade est décorée de motifs végétaux et des têtes de femmes au premier étages. Les balcons demi-circulaires, disposés de part et d'autre d'un balcon carré, au premier comme au seconde étage, ainsi que les grandes baies vitrées, très allongées au premier étage, soulignent la symétrie et la verticalité de l'édifice. La façade est couronnée par une sorte d'étage supplémentaire avec un oriel polygonal surmonté d'un petit dôme. 
Le bâtiment abrite aujourd'hui l'American Corner de Niš et l'Institut français de Niš.
Le secteur de la rue Obrenovićeva, où se trouve le bâtiment, est inscrit sur la liste des entités spatiales historico-culturelles protégées de la république de Serbie (identifiant no PKIC 31),.

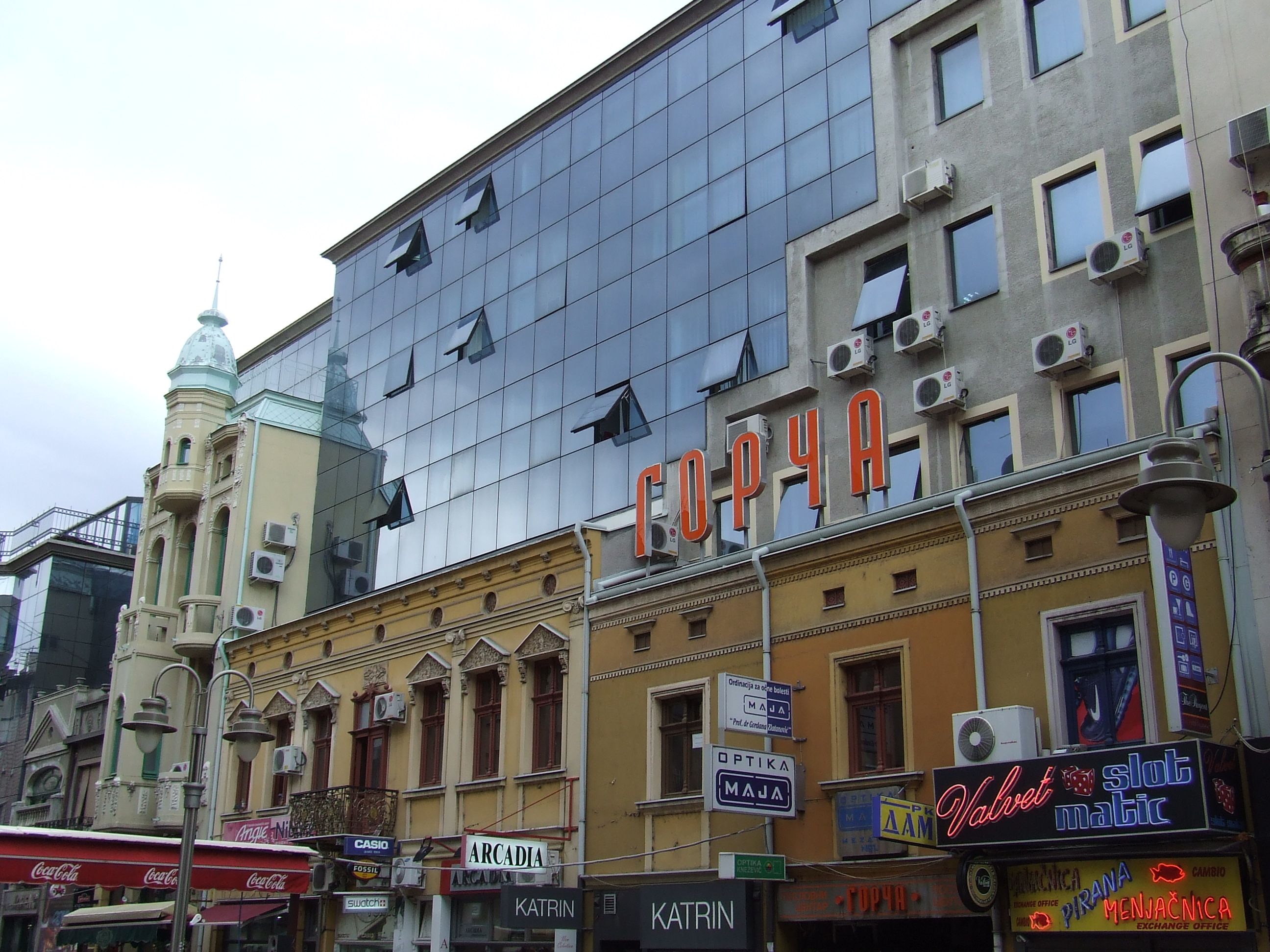
Vue du bâtiment dans le contexte de la rue Obrenovićeva.